# Карл фон Берен
Карл фон Берен (нім. Karl von Beeren; 10 лютого 1890, Віллебадессен — 13 вересня 1961, Реда-Віденбрюк) — німецький воєначальник, генерал-лейтенант вермахту.

## Біографія
1 травня 1909 року вступив в Імперську армію. Учасник Першої світової війни. Після демобілізації армії залишений в рейхсвері. З 26 серпня 1939 року — командир 193-го піхотного полку. З 10 лютого 1942 року — комендант фортеці Тромсе, з 1 березня 1942 року — Ставангер. З 27 квітня 1942 по 10 листопада 1944 року — командир 280-ї піхотної дивізії, з 1 грудня 1944 року — дивізії №528. 11 січня 1945 року захворів і був відправлений на лікування. 9 квітня взятий в полон британськими військами. 13 грудня 1945 року заарештований за звинуваченням у воєнних злочинах і 30 травня 1946 року постав перед британським військовим трибуналом. Був виправданий і 20 листопада 1947 року звільнений.

## Звання
- Фанен-юнкер (1 травня 1909)
- Фанен-юнкер-унтерофіцер (1 жовтня 1909)
- Фенріх (21 грудня 1909)
- Лейтенант (22 серпня 1910)
- Оберлейтенант (27 січня 1916)
- Гауптман (1 квітня 1922)
- Майор (1 грудня 1932)
- Оберстлейтенант (1 липня 1935)
- Оберст (1 січня 1938)
- Генерал-майор (1 лютого 1943)
- Генерал-лейтенант (15 травня 1943)

## Нагороди
- Залізний хрест 2-го і 1-го класу
- Хрест «За вірну службу» (Шаумбург-Ліппе)
- Нагрудний знак «За поранення» в чорному
- Почесний хрест ветерана війни з мечами
- Медаль «За вислугу років у Вермахті» 4-го, 3-го, 2-го і 1-го класу (25 років)
- Застібка до Залізного хреста 2-го і 1-го класу